# Fragment de mur gallo-romain (Limoges)
Le mur gallo-romain est un mur gallo-romain situé à Limoges dans le département de la Haute-Vienne en région Nouvelle-Aquitaine.

## Historique
Le mur gallo-romain (fragment) est inscrit au titre des monuments historiques par arrêté du 2 mai 1947.